# Manorhamilton
Manorhamilton (iriska: Cluainín Úi Rourke) är ett mindre samhälle i grevskapet Leitrim på Irland. Manorhamilton ligger på vägen N16 som löper till norra Irland.
År 2002 hade samhället Manorhamilton totalt 927 invånare och i det intilliggande området totalt 1 422 invånare.